# Erling Skoglund
John Erling Skoglund, född 10 maj 1926 i Hedemora, Kopparbergs län, död 13 december 2010, var en svensk barn- och ungdomspsykiater.
Skoglund, som var son till pastor Ivar Skoglund och Hanna Gustafsson, avlade studentexamen i Karlstad 1946, blev medicine kandidat vid Uppsala universitet 1949 och medicine licentiat där 1955. Han genomgick kurs i barnpsykoterapi 1966–1967, ungdomspsykoterapi 1968–1969 och treårig utbildning i gruppsykoterapi 1969.
Skoglund var amanuens på anatomiska institutionen vid Uppsala universitet 1950–1955, vikarierande underläkare på olika lasarett 1950–1955, vikarierande provinsialläkare i olika distrikt 1955, vikarierande underläkare vid barnavdelningen i Örebro och psykiatriska kliniken på Akademiska sjukhuset samt rättspsykiatriska avdelningen på Ulleråkers sjukhus 1956, extra läkare vid barnavdelningen på Borås lasarett 1956–1959, vikarierande underläkare och klinisk amanuens vid neurologiska kliniken på Sahlgrenska sjukhuset 1959–1960, underläkare vid barnavdelningen på skandinaviska undervisningssjukhuset i Korea 1960–1962, vikarierande stadsdistriktsläkare i Göteborg 1962, underläkare vid barn- och ungdomspsykiatriska kliniken på Danderyds sjukhus 1962–1966, vikarierande underläkare vid infektionskliniken 1964 och vid psykiatriska kliniken där 1965, tillförordnad överläkare vid centralen för psykisk barna- och ungdomsvård i Södertälje 1966–1968 och biträdande överläkare vid barn- och ungdomspsykiatriska kliniken på Danderyds sjukhus från 1968. Han blev sedermera chefläkare vid Stockholms läns landstings psykiska barna- och ungdomsvård (PBU).
Skoglund var specialsakkunnig i barn- och ungdomspsykiatri vid Huddinge sjukhus projektkontor från 1969. Han var förste sekreterare i Svenska föreningen för barn- och ungdomspsykiatri 1966–1968 och ledamot av föreningens utbildningsutskott från 1968.